# Vespadelus douglasorum
Vespadelus douglasorum är en fladdermusart som beskrevs av Darrell J. Kitchener 1976. Vespadelus douglasorum ingår i släktet Vespadelus och familjen läderlappar. Inga underarter finns listade i Catalogue of Life.
Denna fladdermus förekommer i nordvästra Australien i Kimberleyregionen. Den lever i olika habitat men vistas ofta nära vattenansamlingar. Individerna vilar i grottor och i byggnader. Där bildas kolonier med upp till 80 medlemmar. En kull består av en unge.